# گشایش لارسن
گشایش لارسن یکی از گشایش‌های جناحی (گشایش‌هایی که با مهره سفید از جناح شاه یا وزیر آغاز شده باشند) شطرنج است که شطرنج‌باز دارای مهره سفید با این حرکت آغاز می‌کند:
1.b3
نام این گشایش از استادبزرگ شطرنج بنت لارسن اهل دانمارک گرفته شده‌است. این گشایش در دانشنامه گشایش‌های شطرنج زیر کد A01 طبقه‌بندی شده‌است.